# Sylvia Schopf
Sylvia Schopf (* 1956 in Bad Homburg vor der Höhe) ist eine deutsche Schauspielerin, Journalistin und Schriftstellerin.

## Leben
Sylvia Schopf ist im Rhein-Main-Gebiet aufgewachsen. Nach ihrem Studium von Kunst, Theologie und Erziehungswissenschaften lebte sie für zwei Jahre im Süden Spaniens. Dem schloss sich in Deutschland eine Schauspielausbildung in Frankfurt am Main und München an, um dann in Freien Theatern als Schauspielerin aufzutreten. 1986 gründete sie zusammen mit dem Münchner Theatermacher Kelle Riedl die mobile Theatergruppe Krick-Krack Theaterwerkstatt, die sie seit dem Tode Riedls im Jahr 1993 allein als Krick-Krack-Erzähltheater weiterführt. Neben ihrer Schauspieltätigkeit verfasste sie Theaterstücke für Kinder und Erwachsene.
Seit 1992 schreibt und realisiert sie für verschiedene Radiosender (Deutschlandradio Kultur, Hessischer Rundfunk, Bayerischer Rundfunk, Deutschlandfunk, WDR) Beiträge und Features zu kulturellen und historischen Themen.
Außerdem hat sie zahlreiche Beiträge und Artikel zu kulturhistorischen Themen und zu Reisethemen in Zeitungen und Zeitschriften publiziert, u. a. für Mainzer Allgemeine Zeitung, Darmstädter Echo, Frankfurter Rundschau, Deutsches Allgemeines Sonntagsblatt, Stuttgarter Zeitung und FAZ. Auch für das Fernsehen war sie zeitweilig als Autorin tätig.
Seit 1992 veröffentlicht sie Bücher für Erwachsene und Kinder, u. a. in den Verlagen Herder und Annette Betz, und seit 2015 legt sie auch Neuausgaben vergriffener Titel in der Edition Gegenwind vor.  Für ihre Buchveröffentlichungen wurde sie mit Stipendien ausgezeichnet, u. a. mit einem Reisestipendium nach Mexico vom Verband deutscher Schriftsteller und einem Stipendium der Bertelsmann Stiftung.
Sie tritt deutschlandweit und auch im Ausland mit ihren Erzähl-Programmen und Lesungen in Kulturzentren, Bibliotheken, Theatern und Museen auf. Zudem leitet sie Workshops für Kinder sowie Praxisseminare und Fortbildungen für Pädagogen zu den Themenbereichen Sprache und Theater.
Sylvia Schopf lebt in Frankfurt am Main.

## Werke

### Prosa
- Madonna gesucht. Kriminalroman. Rhön-Verlag. Neuauflage: Ehgart & Albohm 2005. ISBN 978-3-936705-74-4
- Wie der Tod in die Welt kam. Mythen und Geschichten aus aller Welt, Herder Verlag, Freiburg 2007. ISBN 978-3-451-29605-5

(Übersetzung ins Koreanische 2009)
- Zeit für Rache. Kriminalroman. Gmeiner-Verlag, Meßkirch 2014. ISBN 978-3-8392-1573-9
- Blutiges Graffiti. Kriminalroman. Südwestbuch Verlag, Waiblingen 2018. ISBN 978-3-946686-56-9

### Kinder- und Jugendliteratur

#### Bilderbücher
- Abschied von Rosetta. Zum Tod eines Haustieres. Illu.: Manfred Tophoven, Annette Betz Verlag, Wien 2006. ISBN 978-3-219-11269-6

Übersetzung ins Dänische.
- Marie hat jetzt Stachelzöpfe – von Europa nach Afrika und zurück. Umdreh-Bilderbuch. Illu.: Susanne Smajic, Annette Betz Verlag, Wien 2006, (2. Aufl. 2010). ISBN 978-3-219-11245-0
- Mit dem spielen wir nicht. Illu.: Manfred Tophoven, Annette Betz Verlag, Wien 2009. (4. Aufl. 2014). ISBN 978-3-219-11613-7

Übersetzung ins Finnische und Dänische 2009. ISBN 978-3-219-11409-6
- Paul Bright / Hannah George: Popel Paul auf großer Fahrt. Bilderbuch-Geschichte. In Reimen nacherzählt von Sylvia Schopf. Bungarten Verlag, Köln 2013. ISBN 3-940681-54-7

#### Kinderbücher
- Mucke und Flo – Freundinnen halten zusammen. Illu: Jutta Gabert, Kerle Verlag; Neuausgabe Die Schatzkiste 2011. ISBN 978-3-86906-152-8
- Peppi Pepperoni. Illu.: Susanne Schwandt,  Neuer Breitschopf Verlag, Wien 1992. ISBN  3-7004-0175-2; Neuausgabe BoD, 2000. ISBN 978-3-8311-1087-2; Neuausgabe Edition Gegenwind – BoD, Norderstedt 2015. ISBN 978-3-7347-3847-0.
- Du bist mutig, kleiner Bär. Vorlesegeschichten ab 3 Jahren. Ill.: Eva Muszynski. Kerle Verlag, 2004. ISBN 978-3-451-70538-0

Übersetzung ins Polnische 2004
- Maxie kommt in die Schule. Illu.: Irmgard Paule. Schulanfängergeschichten. Kerle Verlag, Freiburg 2002. ISBN 3-451-70407-2
- Malinche – Prinzessin der Azteken. Elefanten Press Verlag, Berlin 1997. ISBN 3-88520-607-2; Neuausgabe BoD, 2002. ISBN 978-3-8311-4225-5; Neuausgabe Edition Gegenwind – BoD, Norderstedt 2015. ISBN 978-3-7347-9594-7.
- Sieben Schöpfungsgeschichten aus aller Welt. Illu.: Kirsten Reinhold. Patmos Verlag, Düsseldorf 2005. ISBN 3-491-79747-0.
- Die Schönsten Theaterklassiker. Herder Verlag, 2009. ISBN 978-3-451-70427-7.

Übersetzung ins Polnische 2011
- Goethe für Kinder – In Geschichten erzählt. Illu.: Yvonne Hoppe-Engbring. Kerle Verlag, Freiburg 2011. ISBN 978-3-451-71063-6; Neuausgabe: Kizz Verlag, München 2019. ISBN 978-3-451-71571-6.
- Wer reitet so spät durch Nacht und Wind. Balladen in Geschichten erzählt. Illu.: Yvonne Hoppe-Engbring, Kerle Verlag, München 2012. ISBN 978-3-451-71122-0.
- Vorhang auf und Bühne frei!. Theaterklassiker – in Geschichten erzählt. Illu.: Yvonne Hoppe-Engbring. Kerle Verlag, München 2013. ISBN 978-3-451-71101-5.
- Wie es Euch gefällt – Shakespeare für Kinder. Illu.: Yvonne Hoppe-Engbring. Kerle Verlag München 2014. ISBN 978-3-451-71177-0.
- Marie hat jetzt Stachelzöpfe – von Europa nach Afrika und zurück. Umdreh-Geschichten-Buch. Illu.: Susanne Smajic, BVK Buchverlag Kempen, Kempen 2018. ISBN 978-3-86740-926-1
- Marie hat jetzt Stachelzöpfe – von Europa nach Afrika und zurück. Begleitmaterial zum Buch. BVK Buchverlag Kempen, Kempen 2019. ISBN 978-3-86740-964-3

#### Tonträger
- Wie die alten Griechen wirklich lebten. Weltwissen Römer & Griechen. Hörverlag, München 2008. ISBN 978-3-86717-216-5.
- Goethe für Kinder. Igel Records Genius, 2014. ISBN 3-7313-1044-9
- Kindergarten-Geschichten, die stark machen, darin: Mit dem spielen wir nicht, Silberfisch, 2014. ISBN 978-3-551-08879-6
- Wer reitet so spät durch Nacht und Wind. Igel Records Genius, 2015. ISBN  978-3-7313-1094-5
- Die ganze Welt des Wissens – 2. darin: Montezuma – Oder der Untergang des Aztekenreiches, Hörverlag, München 2015. ISBN 978-3-8445-2012-5

### Sachbuch
- Mit Kindern Theater spielen. Zu den Grundlagen des Theaterspieles. Diesterweg Verlag, Frankfurt 1996. ISBN 978-3-425-01478-4
- Was jeden Tag passiert. Spielgeschichten für Kindergarten und Vorschule. Matthias-Grünewald Verlag 1998. ISBN 978-3-7867-2094-2
- Wir entdecken phantastische Welten. Spielgeschichten für Kindergarten und Vorschule. Matthias-Grünewald Verlag 1998, ISBN 978-3-7867-2110-9;

Wir entdecken fantastische Welten. Neuausgabe Edition Gegenwind – BoD, Norderstedt 2015. ISBN 978-3-7386-1095-6.
- Burg-Theater. Geschichte erspielen. Methode und Praxis des Erlebnistheaters. Matthias-Grünewald Verlag, 2001. ISBN 978-3-7867-1735-5.

### Theaterstücke
- Peppi Pepperoni und wie man seine Suppe auslöffelt (Uraufführung 1987 im Off-Off Theater, München)
- Peppi dreht durch und Bla-bla-bla – und es geht weiter. UA 1988 und 1989 im Off-Off Theater, München
- Kralli und Lalli – ein Spiel wie Katz und Hund. Uraufführung September 1991, Theaterwerkstatt München
- Frau Populini und der Deckel auf dem Topf – wenn die Gedanken spazieren gehen. Uraufführung Februar 1992 im Senckenbergmuseum, Frankfurt
- Wo ist TaTaFiTi? – Der Weg in die Zukunft. Uraufführung September 1993 im Senckenbergmuseum, Frankfurt
- Er sah aus wie ... Gefiederte Schlange. Aztekischer Mythos und Eroberungsgier – eine wahre Geschichte aus der Geschichte. Uraufführung 1994 im Museum für Völkerkunde in Frankfurt
- Geheimniskrämereien. Uraufführung März 1995 im Historischen Museum Frankfurt
- Buluku – fabelhaft tierisches aus Afrika. Uraufführung 1996 Holzhausenschlösschen in Frankfurt
- Malinche, Prinzessin der Azteken. Erzähltheater zum gleichnamigen Buch. Uraufführung im November 1997 im Völkerkundemuseum/Frankfurt
- Wiltraudis und der Burgschatz. UA 1998, Holzhausenschlößchen, Frankfurt am Main
- Madonna gesucht – Krimimonolog. UA 1999, Romanfabrik, Frankfurt am Main
- Der Rabe Ralf oder wie man fliegen lernt. Musikalisches Theaterstück mit Gedichten von Christian Morgenstern – in Zusammenarbeit mit Rudi Gerharz. UA April 2000 Holzhausenschlösschen, Frankfurt am Main
- Prinzeßchen und das Land hinter der Wand.  Fantastisch-abenteuerliche Geschichte. UA März 2003 im Gallus Theater, Frankfurt am Main
- Mucke und Flo – Freundinnen halten zusammen. Erzähltheater zum gleichnamigen Buch. Premiere November 2004 im Literaturhaus Frankfurt am Main
- Wie der Tod in die Welt kam. UA, 2008, Haus am Dom, Frankfurt am Main
- Goethes Faust – ein teuflisches Spiel. UA 2010, Goethe-Haus, Frankfurt am Main